# Velikoploske
Velikoploske (en ucraniano: Великоплоске) es un pueblo ucraniano perteneciente al óblast de Odesa. Situado en el suroeste del país, es parte del raión de Rozdilna y centro del municipio (hromada) homónimo.

## Toponimia
En todos los idiomas de importancia local, el asentamiento se conoce con el nombre de Velikoplóskoye (en ruso: Великоплоское) o Plosca Mare (en rumano: Plosca Mare).

## Geografía
Velikoploske se encuentra 27 km al oeste de Velika Mijáilivka y 125 kilómetros al noroeste de Odesa. El pueblo está en la frontera con Transnistria y a 27 km de Tiráspol. 

## Historia
El lugar fue fundado oficialmente en 1822 por colonos rusos perseguidos por su religión, viejos creyentes.
En 1925-1940 Velikoploske formaba parte del distrito de Tiráspol de la República Socialista Soviética Autónoma de Moldavia (RSS de Ucrania). Desde 1940 forma parte del raión de Rozdilna del óblast de Odesa. 

## Demografía
La evolución de la población de Velikoploske entre 1886 y 2022 fue la siguiente:
| 4297                                                          | 7263 | 3498 | 3344 |
| (Fuente: Cities & Towns of Ukraine y UKRAINE: Größere Städte) |      |      |      |

Según el censo de 2001, la lengua materna de la mayoría de los habitantes, el 92,43%, es el ruso; del 5,95% es el ucraniano; y del rumano, 1,23%.
La población de la ciudad era de un 97,95% rusos ucranianos y 1,79% de ucranianos, según el censo soviético de 1939.

## Infraestructura

### Transporte
Las carreteras territoriales T-16-15 y T-16-34 se cruzan en el pueblo. 